# スパーリング・バーナビーレイク駅

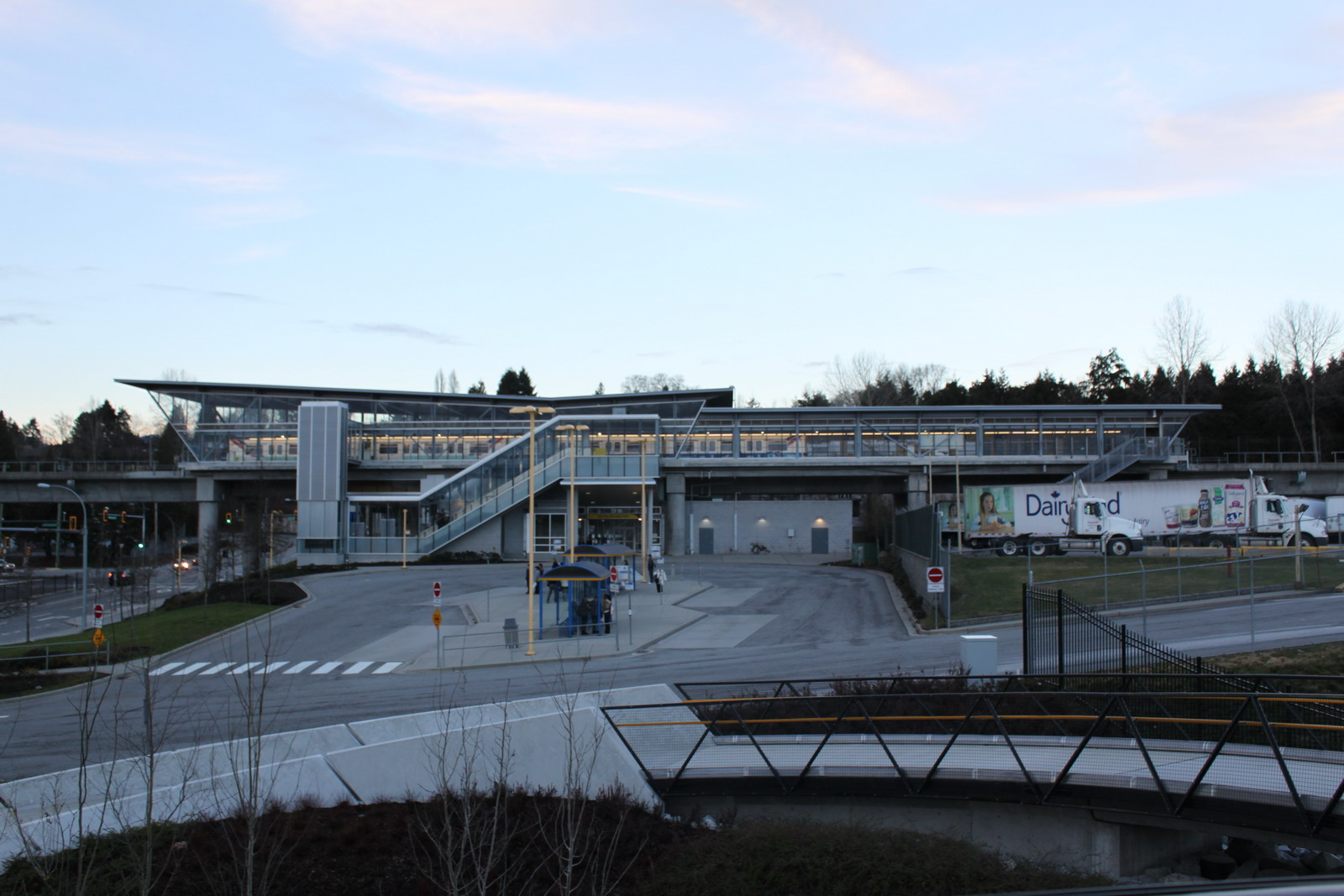
スパーリング-バーナビー湖駅外部

スパーリング・バーナビーレイク駅（英: Sperling-Burnaby Lake Station）は、カナダのブリティッシュコロンビア州バーナビーにある、スカイトレインミレニアム・ラインの駅である。

## 歴史
- 2002年8月31日：ミレニアム・ラインの駅として開業[1]。
- 2016年1月：ICカード「コンパスカード」の利用が可能となる[2]。

## 駅構造
相対式ホーム2面2線を有する高架駅である。
| ホーム | 路線              | 行先                          |
| ------ | ----------------- | ----------------------------- |
| 1      | ■ミレニアムライン | VCC・クラーク駅方面           |
| 2      | ■ミレニアムライン | ラファージ湖 - ダグラス駅方面 |

## 駅周辺
施設
- バーナビー湖公園
- バーナビー湖スポーツ施設
- セントラル・バレー ・グリーンウェイ

バス路線
スカイトレインが運行しない深夜には夜行バスN9が運行している。
| 乗り場 | 路線                                                                       |
| ------ | -------------------------------------------------------------------------- |
| 1      | 予備                                                                       |
| 2      | 144系統・メトロタウン駅、144系統・SFU                                      |
| 3      | 110系統・ローヒード・タウンセンター駅、110系統・メトロタウン駅             |
| 4      | 134系統・ ブレントウッド・タウンセンター駅、134系統・ レイクシティウェイ駅 |

## 隣の駅
■ミレニアムライン
ホルドム駅 - スパーリング・バーナビーレイク駅 - レイク・シティ・ウェイ駅